# Мама напрокат
«Мама напрокат» — фільм 2010 року.

## Зміст
Маленька Соня живе з батьком і бабусею. Мати давно кинула родину і виїхала до Америки у пошуках іншої долі. Незважаючи на те, що батько і бабуся дуже люблять Соню, дівчинка все-таки пристрасно мріє про матір, чим дуже засмучує батька, який не вірить у порядність жінок після вчинку колишньої дружини. Та він вирішує довести і Соні, що мачуха – це не найкращий вихід із ситуації. На трасі, якою він часто проїжджає, у третьорозрядному кафе він умовляє (за хорошу плату) буфетницю Тамару – грубу, що давно махнула на себе рукою, жінку – пожити деякий час у його будинку як передбачувана мачуха. Чоловік пояснює їй, що всіма силами та повинна показати Соні, що страшніше за мачуху нічого немає. Бабуся Соні проти затії сина, але змушена погодитися. Зробивши справу, він зі спокійним серцем їде у черговий рейс із надією, що коли повернеться, проблема відпаде сама собою. Та Соня ще вірить у казки і вирішує, що Тамару можна «розчарувати» і перетворити на добру і красиву маму.